# Багратион-Мухранский, Григорий Иванович
Князь Григорий Иванович Багратион-Мухранский (1787—1861) — генерал-майор русской императорской армии, участник Кавказской войны. Младший брат генерал-лейтенанта Константина Багратион-Мухранского.

## Биография
Родился в 1787 году в семье владетельного князя Ивана Мухранского (из младшей ветви грузинского царского рода). Образование получил в Пажеском корпусе, из которого выпущен прапорщиком в 1815 году в лейб-гвардии Гренадерский полк.
В 1820 году был произведён в поручики и переведён в 3-й егерский полк, но в 1822 году, будучи произведён в штабс-капитаны, вышел в отставку.
С началом в 1826 году войны с Персией, Багратион-Мухранский вернулся на военную службу и, состоя для особых поручений при Паскевиче, принимал участие как в этой войне, так и в последующей в 1828—1829 годах кампании против Турции. За отличие был в 1832 году зачислен в лейб-гвардии Казачий полк с оставлением при Отдельном Кавказском корпусе.
В 1830 году он отличился в походе за Кубань в землю шапсугов, а в 1832 году — в походе в Чечню, причём находился при истреблении аула Ачхоя и взятии аулов Герменчку, Шали, Беной и Гимры.
В 1845 году Багратион-Мухранский был произведён в полковники, 26 ноября 1847 года был награждён орденом св. Георгия 4-й степени (№ 7767 по кавалерскому списку Григоровича — Степанова), в 1848 году назначен главным приставом магометанских народов Ставропольской губернии с зачислением по армейской кавалерии. В 1850 году он был произведён в генерал-майоры и назначен помощником начальника Джаро-Белоканского округа в Дагестане и командиром правого фланга участка Кавказской линии в Дагестане.
Во время Восточной войны Багратион-Мухранский состоял для особых поручений при Отдельном Кавказском корпусе.
Скончался 26 февраля 1861 года. В браке с княжной Марией Церетели детей не оставил.